# Comité européen des régions
 (août 2025).
Si vous disposez d'ouvrages ou d'articles de référence ou si vous connaissez des sites web de qualité traitant du thème abordé ici, merci de compléter l'article en donnant les références utiles à sa vérifiabilité et en les liant à la section « Notes et références ».
Pour les articles homonymes, voir CDR.
Le Comité européen des régions (CdR) est l'assemblée des représentants locaux et régionaux de l'Union européenne qui permet aux pouvoirs infranationaux (régions, comtés, provinces, départements, communes, villes, etc.) de faire entendre directement leur voix au sein du système institutionnel de l'UE.
Institué en 1994, le CdR a été créé afin de répondre à deux questions. En premier lieu, étant donné qu'environ trois quarts de la législation de l'UE sont mis en œuvre au niveau local ou régional, il apparaît légitime que les représentants des collectivités locales et régionales aient leur mot à dire dans l'élaboration de la législation européenne. En deuxième lieu, face à la crainte que l'écart ne se creuse entre les citoyens et le processus d'intégration européenne, le fait d'y associer le niveau de gouvernement élu le plus proche des citoyens est apparu comme l'un des moyens de combler ce déficit de confiance.
Les missions et principales modalités de fonctionnement du CdR sont notamment détaillées à l'article 13 du Traité sur l'Union européenne et dans les articles 305 à 307 du Traité sur le fonctionnement de l'Union européenne.

## Histoire
Les collectivités territoriales de l'UE ayant fait pression pour avoir davantage voix au chapitre dans les affaires européennes, le traité de Maastricht a créé le Comité européen des régions et donné aux États membres la possibilité de se faire représenter au Conseil de l'UE par des ministres de leurs gouvernements régionaux.

## Principes
Trois grands principes sont au cœur des travaux du Comité :
La subsidiarité
Ce principe, inscrit dans les traités en même temps que la création du CdR, signifie que les décisions prises au sein de l'UE doivent être adoptées au niveau le plus proche du citoyen. L'UE ne doit donc pas intervenir si les objectifs de l'action envisagée peuvent être mieux réalisés au niveau de l'administration nationale, régionale ou locale.
La proximité
Tous les niveaux de gouvernement doivent viser à être « proches des citoyens », notamment en organisant leurs travaux de manière transparente, afin que les citoyens puissent identifier facilement les représentants responsables et sachent comment faire entendre leur avis.
Le partenariat
La bonne gouvernance européenne suppose que les différents niveaux de pouvoir — européen, national, régional et local — travaillent ensemble ; ils sont tous quatre indispensables et doivent être associés à toutes les étapes du processus décisionnel de l'UE, dans le cadre d'une « gouvernance à niveaux multiples ».

## Champ d'application
Selon les traités européens, la Commission européenne et le Conseil de l'Union européenne sont tenus de consulter le Comité des régions lorsque de nouvelles initiatives et propositions législatives sont présentées dans des domaines ayant des répercussions sur les échelons local et régional. En dehors de ces domaines, la Commission, le Conseil et le Parlement européen ont également la possibilité de consulter le Comité des régions sur les propositions susceptibles d'avoir une forte incidence sur le plan local et régional. Le CdR peut par ailleurs élaborer des avis dits "d'initiative" lui permettant de faire figurer certaines questions à l'ordre du jour de l'UE.
Avec le traité de Lisbonne, le CdR a obtenu le droit de saisir la Cour de justice de l'Union européenne en cas de violation de ses droits et s'il estime qu'un texte de loi de l'UE enfreint le principe de subsidiarité ou ne respecte pas les compétences des autorités régionales et locales.

## Composition
Le Comité est composé de 329 membres et autant de membres suppléants. Leur nombre pour chaque État membre reflète son poids démographique. Les membres sont des représentants élus au niveau territorial, parmi lesquels des maires, des présidents de régions et des conseillers municipaux. Les membres sont nommés par le Conseil de l'UE, sur proposition du gouvernement des États membres, pour un mandat de cinq ans renouvelable. Ils sont répartis de la manière suivante:
| Pays                                                                                        | Sièges |
| Allemagne, France, Italie                                                                   | 24     |
| Espagne, Pologne                                                                            | 21     |
| Roumanie                                                                                    | 15     |
| Autriche, Belgique, Grèce, Pays-Bas, Portugal, Suède, République tchèque, Hongrie, Bulgarie | 12     |
| Croatie, Danemark, Finlande, Irlande, Lituanie, Slovaquie                                   | 9      |
| Lettonie, Slovénie, Estonie                                                                 | 7      |
| Luxembourg, Chypre                                                                          | 6      |
| Malte                                                                                       | 5      |

## Structure interne
Président
Élu pour un mandat de deux ans et demi par l'assemblée plénière, le Président dirige les travaux du CdR, préside ses sessions plénières et le représente officiellement. La Hongroise Kata Tüttő, précédemment maire adjointe de Budapest, a été élue présidente du Comité européen des régions à partir de février 2025 .
Liste des présidents du Comité européen des régions :
| Président du CdR                                         | Présidence            | Nationalité | Groupe politique européen |
| Kata Tüttő                                               | 2025 - en exercice    | Hongrie     | Parti socialiste européen |
| Vasco Alves Cordeiro                                     | 2022 - 2025           | Portugal    | Parti socialiste européen |
| Apostolos Tzitzikostas                                   | 2020 - 2022           | Grèce       | Parti populaire européen  |
| Karl-Heinz Lambertz, Communauté germanophone de Belgique | 2017 - 2020           | Belgique    | Parti socialiste européen |
| Markku Markkula, Espoo                                   | 2015 - 2017           | Finlande    | Parti populaire européen  |
| Michel Lebrun, Wallonie                                  | 2014 - 2015 (interim) | Belgique    | Parti populaire européen  |
| Ramón Luis Valcárcel, Murcie                             | 2012 – 2014           | Espagne     | Parti populaire européen  |
| Mercedes Bresso, Piémont                                 | 2010 – 2012           | Italie      | Parti socialiste européen |
| Luc Van den Brande, Flandre                              | 2008 – 2010           | Belgique    | Parti populaire européen  |
| Michel Delebarre, Dunkerque, Nord-Pas-de-Calais          | 2006 – 2008           | France      | Parti socialiste européen |
| Peter Straub, Bade-Wurtemberg                            | 2004 – 2006           | Allemagne   | Parti populaire européen  |
| Sir Albert Bore, Birmingham                              | 2002 – 2004           | Royaume-Uni | Parti socialiste européen |
| Jos Chabert, Région de Bruxelles-Capitale                | 2000 - 2002           | Belgique    | Parti populaire européen  |
| Manfred Dammeyer, Rhénanie-du-Nord - Westphalie          | 1998 - 2000           | Allemagne   | Parti socialiste européen |
| Pasqual Maragall I Mira, Barcelone, Catalogne            | 1996 - 1998           | Espagne     | Parti socialiste européen |
| Jacques Blanc, Languedoc-Roussillon                      | 1994 - 1996           | France      | Parti populaire européen  |

- Premier vice-président

Le premier vice-président du CdR est également élu par l'assemblée plénière pour un mandat de deux ans et demi et représente le président en son absence. Vasco Alves Cordeiro (Portugal / Parti socialiste européen), président du gouvernement régional des Açores, a été élu premier vice-président de l'assemblée le 12 février 2020.
- Bureau

Instance directrice du CdR, le Bureau se compose de 61 membres: le Président, le premier vice-président, les 27 vice-présidents (un par État membre), les présidents des groupes politiques du Comité et d'autres membres des délégations nationales, de manière à refléter les équilibres nationaux et politiques. Il tient sept à huit réunions par an, prépare le programme politique du CdR et donne ses instructions à l’administration pour l’application des décisions qu’il a arrêtées.
- Assemblée plénière

Les membres du CdR se réunissent en session plénière à Bruxelles six fois par an pour l’examen et l’adoption d’avis consultatifs, de rapports et de résolutions à destination des institutions de l'UE. À cette occasion, des membres de la Commission européenne, des représentants de la présidence du Conseil de l’UE et des membres du Parlement européen sont invités à venir débattre des questions européennes qui ont un impact sur les régions et les villes.
- Commissions internes

Le CdR organise ses travaux autour de six commissions internes, spécialisées dans les domaines suivants :
1. COTER/BUDG : politique de cohésion territoriale et budget de l'UE ;
2. SEDEC : emploi, affaires sociales, éducation, recherche, innovation et culture;
3. ECON : politique économique ;
4. ENVE : environnement, changement climatique et énergie ;
5. NAT : ressources naturelles, y compris l'agriculture ;
6. CIVEX : citoyenneté, gouvernance, affaires institutionnelles et extérieures.

Ces commissions préparent et élaborent des projets d’avis et organisent des conférences et séminaires sur les sujets qui relèvent de leurs domaines de compétence. Chacune d'entre elles compte une centaine de membres (chaque membre pouvant appartenir à deux commissions) et est assistée d'un secrétariat. Une commission spéciale des affaires financières et administratives (CAFA) a également été créée pour assister le Bureau du CdR.
- Groupes politiques

Le CdR compte six groupes politiques: le Parti populaire européen (PPE), le Parti Socialiste européen (PSE), Renew Europe (RE), l’Union pour l'Europe des nations-Alliance européenne (AE), les Conservateurs et réformistes européens (CRE) et les Verts.
- Délégations nationales

Le CdR compte 27 délégations nationales, au sein desquelles ses membres se retrouvent avant les sessions plénières ou autres grands événements, afin de discuter d’approches conjointes.
- Secrétaire général

Le Secrétaire général est nommé pour cinq ans par le Bureau du CdR. En sa qualité de chef de l'administration, le Secrétaire général ne peut être titulaire d'un quelconque mandat politique. Sa tâche consiste à mettre en œuvre les décisions prises par le Bureau et assurer le bon fonctionnement des services administratifs. Petr Blížkovský est le Secrétaire général du CdR depuis le 16 décembre 2020.
- Secrétariat général

Le secrétariat général se compose de cinq directions : « Membres et sessions plénières », «Travaux législatifs 1 », «Travaux législatifs 2 », « Communication » et « Ressources humaines et finances ». Les directions de la logistique et de la traduction sont gérées conjointement avec le Comité économique et social européen.

## Travaux
- Avis

La Commission européenne, le Conseil de l'Union européenne et le Parlement européen consultent le CdR lorsqu’ils élaborent des textes législatifs (directives, règlements, etc.) qui portent sur des domaines qui ont une incidence sur les collectivités régionales et locales. Les projets de texte sont communiqués à la commission compétente du CdR. Un rapporteur est alors désigné parmi les membres pour élaborer l'avis du Comité. Le projet d’avis est débattu et adopté au sein de la commission compétente avant d’être soumis pour adoption finale en session plénière. Une fois adopté, l’avis est envoyé aux institutions européennes et publié au Journal officiel de l’Union européenne.
- Résolutions

Les résolutions permettent au CdR d'exprimer son point de vue sur des sujets importants ou des questions d'actualité. Elles sont généralement présentées par les groupes politiques du CdR.
- Avis de prospective et rapports d’impact

L’activité du CdR ne se limite pas à réagir aux propositions législatives de l'UE. Elle consiste également à contribuer, en s’appuyant sur l’expérience de ses membres, à l’évolution des politiques de l’Union européenne. Grâce à ces avis de prospective, le Comité est en mesure de s’impliquer dans le développement des initiatives européennes à un stade précoce et d’exercer ainsi une influence accrue dans ces dossiers. De même, la Commission européenne peut demander au Comité d’élaborer des rapports d’impact afin d'évaluer l’incidence d’une politique au niveau des territoires.
- Études et autres publications

Le CdR réalise régulièrement des études sur la dimension régionale et locale de l’Union européenne (éducation, transports, questions sociales, élargissement, etc.) avec l'appui d’experts extérieurs. Il produit également des publications qui s'adressent aux acteurs régionaux et locaux et au grand public afin de présenter ses activités et faire le point sur grandes politiques européennes, du point de vue des territoires.
- Événements

En tant que carrefour au sein duquel se rencontrent les régions et les villes d'Europe, le CdR organise, en collaboration avec des partenaires régionaux et locaux et les autres institutions européennes, de nombreuses conférences, séminaires et expositions. Une fois par an, pendant la Semaine européenne des régions et des villes), il accueille des milliers de participants venus suivre ou animer des débats sur la politique de cohésion de l'UE et les fonds structurels européens.
La Semaine européenne des régions et des villes a été créé en 2002 par la Commission européenne, le Parlement européen et le Comité des régions. Elle rassemble chaque année à Bruxelles les acteurs des collectivités territoriales européennes autour des grands enjeux européens et des questions de développement territorial. L'événement offre une centaine de conférences et d'ateliers, et rassemble environ 6000 visiteurs.

## Dates importantes
1992 — Traité de Maastricht:
Les dirigeants de l’Union européenne décident de créer le Comité des régions, l'assemblée consultative qui permettra aux régions et aux villes de faire entendre leur voix dans le processus décisionnel européen et assurera un lien direct entre Bruxelles et les citoyens. Aux termes du traité, le Conseil des ministres et la Commission européenne sont tenus de le consulter sur les grandes politiques d’intérêt régional. Le traité établit que les membres du CdR seront désignés par les gouvernements des États membres et effectueront un mandat de quatre ans. Le CdR tient sa première session plénière en mars 1994 à Bruxelles. Son premier Président, Jacques Blanc, alors président de la Région Languedoc-Roussillon en France, est élu pour deux ans.
1995 — Élargissement de l’UE:
À la suite de l'adhésion de l’Autriche, de la Finlande et de la Suède à l'UE, le nombre des membres du CdR passe de 189 à 222.
1997 — Traité d’Amsterdam:
Les attributions du CdR sont étendues pour couvrir environ les deux tiers des propositions législatives de l’Union européenne. Le traité d’Amsterdam prévoit également la possibilité pour le Comité d'être consulté par le Parlement européen.
2001 — Traité de Nice:
Le Traité insiste sur la légitimité démocratique du CdR, en précisant que ses membres devront être des élus ou politiquement responsables devant une assemblée régionale ou locale issue d’élections. Leur nombre est plafonné à 350.
2002–2003 — Convention sur l’avenir de l’Europe:
Des membres du CdR prennent part à la Convention chargée de rédiger le traité établissant une Constitution pour l'Europe. Ce texte reconnaît explicitement le rôle et les compétences des pouvoirs locaux et régionaux et octroie au CdR le droit de saisir la Cour de justice de l'Union européenne pour contester les textes législatifs européens qui ne respecteraient pas le principe de subsidiarité.
Mai 2004 — Élargissement de l’UE:
Avec l’adhésion de dix nouveaux États à l’Union européenne, le nombre de membres passe de 222 à 317.
Février 2006 — Nouveau mandat:
Le Comité entame un nouveau mandat et se donne pour priorités de stimuler le rôle des collectivités locales et régionales dans l'esprit de la Stratégie de Lisbonne pour l'emploi et la croissance, de renforcer la cohésion et la solidarité et d’être le fer de lance de la campagne « Communiquer l’Europe — Investir l’échelon local », qui entend rapprocher l’UE de ses citoyens.
Janvier 2007 — Élargissement de l’UE:
L’intégration de la Bulgarie et de la Roumanie fait passer le nombre de membres de 317 à 344.
Décembre 2007 — Traité de Lisbonne:
Le traité de Lisbonne confère au CdR le droit de saisir la Cour de justice de l'Union européenne pour la sauvegarde de ses prérogatives et du principe de subsidiarité. Cette nouvelle attribution renforce le rôle politique du CdR en lui permettant d’agir plus efficacement en faveur des collectivités territoriales sur la scène européenne. Le traité de Lisbonne porte le mandat des membres du CdR à cinq ans, au lieu de quatre.
Juillet 2013 — Élargissement de l’UE: L’intégration de la Croatie fait passer le nombre de membres de 344 à 353 (ensuite réduit à 350).
Février 2015 — Nouveau mandat: Le Comité entame son 6e mandat (2015-2020) et compte 350 membres.
Janvier 2020 — Brexit ; nouveau groupe politique: À la suite du Brexit (31 janvier), le nombre des membres du CdR a été réduit à 329. Depuis février, un nouveau groupe politique est représenté au CdR, les Verts.

## Déclaration de mission
Le Comité des régions a décrit la conception qu'il se faisait de son rôle dans une déclaration de mission faite à Bruxelles le 21 avril 2009.

## Sources

## Compléments